# Tolyphus granulatus
Tolyphus granulatus là một loài bọ cánh cứng trong họ Phalacridae. Loài này được Guérin-Méneville miêu tả khoa học năm 1834.